# Jane Lynch
Jane Lynch (født 14. juli 1960) er en amerikansk komiker, sanger og skuespiller, der har medvirket i flere succesfulde komediefilm, bl.a. The 40 Year Old Virgin (2005) og Talladega Nights: The Ballad of Ricky Bobby (2006).

## Filmografi i udvalg
- Flygtningen (1993)
- The Aviator (2004)
- The 40 Year Old Virgin (2005)
- Talladega Nights: The Ballad of Ricky Bobby (2006)
- Walk Hard: The Dewey Cox Story (2007)
- Role Models (2008)
- Julie & Julia (2009)
- Criminal minds (2009-nu)
- Glee ((2009-2015))
- Wreck-it Ralph ((2012))